# Јужноафричка Република на Светском првенству у атлетици у дворани 2022.
Јужноафричка Република је учествовала на 18. Светском првенству у атлетици у дворани 2022. одржаном у Београду од 18. до 20. марта тринаести пут. Репрезентацију Јужноафричке Републике представљало је 3 такмичара који су се такмичили у 3 дисциплине.,
На овом првенству такмичари Јужноафричке Републике нису освојили ни једну медаљу нити су остварили неки резултат.
У табели успешности према броју и пласману такмичара који су учествовали у финалним такмичењима (првих 8 такмичара) Јужноафричка Република је са 1 учесником у финалу делила 38. место са 4 бода.
| Плас. | Земља        | 1. место | 2. место | 3. место | 4. место | 5. место | 6. место | 7. место | 8. место | Бр. финал. | Бод. |
| ----- | ------------ | -------- | -------- | -------- | -------- | -------- | -------- | -------- | -------- | ---------- | ---- |
| =38.  | Јужна Африка | 0        | 0        | 0        | 0        | 1        | 0        | 0        | 0        | 1          | 4    |

## Учесници
Мушкарци:
- Закити Нене — 400 метара
- Адријан Вилдшут — 3.000 метара
- Чезвил Џонсон — Скок удаљ

## Резултати

### Мушкарци
| Атлетичар       | Дисциплина | Лични рекорд | Квалификације | Квалификације | Полуфинале           | Полуфинале           | Финале               | Финале       | Детаљи |
| Атлетичар       | Дисциплина | Лични рекорд | Резултат      | Место         | Резултат             | Место                | Резултат             | Место        | Детаљи |
| --------------- | ---------- | ------------ | ------------- | ------------- | -------------------- | -------------------- | -------------------- | ------------ | ------ |
| Закити Нене     | 400 м      | 45,03        | 46,92         | 3. у гр. 2    | Није се квалификовао | Није се квалификовао | Није се квалификовао | 15 / 24 (25) |        |
| Адријан Вилдшут | 3.000 м    | 7:52,38      | 8:09,24       | 10. у гр. 3   |                      |                      | Није се квалификовао | 31 / 33 (34) |        |
| Чезвил Џонсон   | Скок удаљ  | 8,26 о       |               |               |                      |                      | 8,14 ЛРС             | 5 / 14       |        |